# Kirrama
Kirrama is een geslacht van steenvliegen uit de familie Gripopterygidae. De wetenschappelijke naam van het geslacht is voor het eerst geldig gepubliceerd in 1981 door Theischinger.

## Soorten
Kirrama omvat de volgende soorten:
- Kirrama abolos Theischinger, 1981
- Kirrama naumanni Theischinger, 1993